# 古巴伊斯兰教
在天主教占多数的古巴，伊斯兰教是一个小众的宗教。据2012年估计，穆斯林有10000余人，占总人口的0.1%。大部分由天主教改宗而来。
现任古巴穆斯林委员会主席是伊玛目叶海亚·佩德罗（Yahya Pedro）。